# 23443 Kikwaya
23443 Kikwaya è un asteroide della fascia principale. Scoperto nel 1986, presenta un'orbita caratterizzata da un semiasse maggiore pari a 2,5659519 UA e da un'eccentricità di 0,1263623, inclinata di 14,92244° rispetto all'eclittica.